# Hundsdorf (Bad Wildungen)
Hundsdorf ist ein Ortsteil der Stadt Bad Wildungen im nordhessischen Landkreis Waldeck-Frankenberg. Das Dorf ist landwirtschaftlich geprägt, und noch heute wird auf einigen Höfen Landwirtschaft betrieben.   

## Geographische Lage
Hundsdorf liegt an der Bundesstraße 253 im zentralen Teil des Kellerwalds und des Naturparks Kellerwald-Edersee in Nordhessen. Durch das von Wäldern umgebene Dorf fließt die Urff, die etwa 2 km westlich entspringt. In Ortsnähe entspringt die für Bad Wildungen namensgebende Wilde, in ihrem Oberlauf noch Wölfte genannt, die nördlich an Hundsdorf vorbeifließt. Unmittelbar östlich des Dorfes erhebt sich der 523 m hohe Silberberg.

## Geschichte

### Ortsgeschichte
Theorien, dass Hundsdorf erst im 16. Jahrhundert entstanden sei und dass der Name Hundsdorf von den im Bergbau gebräuchlichen Loren – Hunden – stamme, sind unzutreffend. Erstmals schriftlich erwähnt wird der Ort in einer Urkunde des Klosters Haina aus der Zeit von 1197 bis 1200, in der der Ortsadelige Bertram von Hundesdorp als Zeuge in einer Schlichtungsverhandlung erscheint. In den Jahren 1250 und 1267 finden weitere Mitglieder dieser Familie, die auch in Dodenhausen Allodialbesitz hatte, im Güterverzeichnis des Klosters Haina Erwähnung: 1250 sind es Heinrich von Hundesdorf, Reinfried von Hundesdorphs Sohn Heinrich sowie Hartmann von Hundsdorf. 1267 sind es Heinrich von Hundesdorf und sein Bruder Ditmar. Der bereits 1269 beklagte schlechte Zustand des Hainaer Klosterarchivs und dessen spätere Zerstreuung erklären den heutigen Mangel an urkundlichen Belegen zur Geschichte des Dorfes bis ins 16. Jahrhundert. Letztmals findet sich der Name Hundsdorf in Hainaer Urkunden am 21. Januar 1269. Wirtschaftliche Grundlage der Siedlung waren Land-, aber insbesondere Wald- und Holzwirtschaft.
Erst im 16. Jahrhundert setzt die urkundliche Überlieferung wieder ein. 1535 wird die Kirche als Filialkirche der im Jahre 1209 erstmals bekundeten Pfarrei Heddingen (Hüddingen) genannt. Wie auch im nahen, neu gegründeten Bergfreiheit, so wurde auch bei Hundsdorf Kupferbergbau betrieben; auch etwas Silber sowie Katzengold und weißgeäderter roter Jaspis, der berühmte Kellerwaldachat, wurden gefunden und abgebaut. 1565 verpfändete Graf Samuel von Waldeck-Wildungen den „Zehntkupfer“ aus dem Bergwerk „An der Lamper“ und 1569 die Zinsen aus dem „Johannesgeschoß“ zu Hundsdorf. Zur Weiterverarbeitung des gewonnenen Erzes wurde eine 1592 erstmals erwähnte Schmelzhütte eingerichtet. In den ausgedehnten Wäldern der Umgebung wurde Holz für den Bergbau geschlagen und verarbeitet. In zahlreichen Kohlenmeilern wurde Holzkohle hergestellt, die wohl auch in der Eisenhütte im benachbarten Armsfeld benutzt wurde.

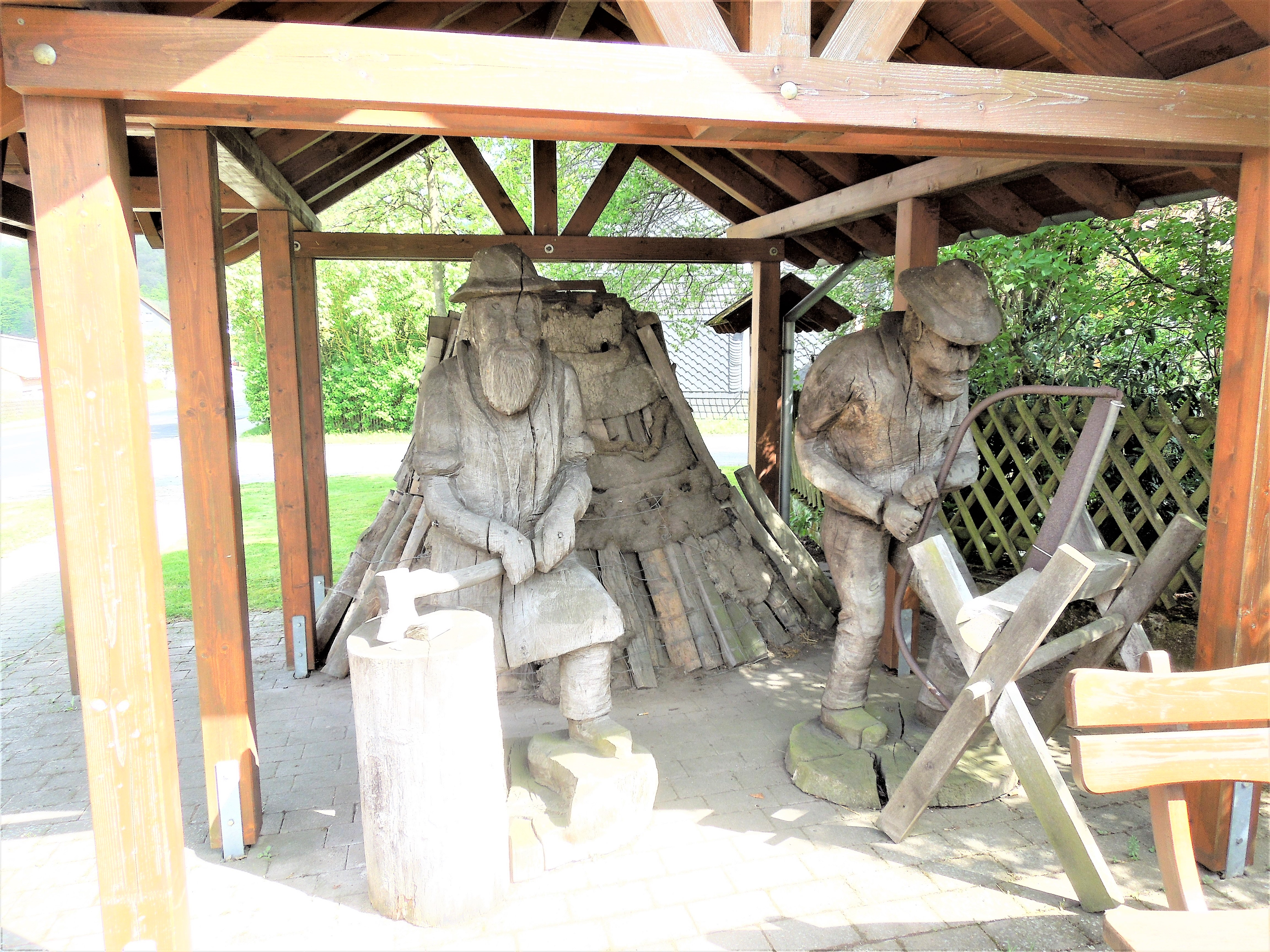
Der Kohlenmeiler-Nachbau

Als während des Zweiten Weltkrieges wegen der Treibstoffknappheit der Motorantrieb mittels Holzvergasung notwendig wurde, wurde die Herstellung von dazu benötigter Holzkohle in Hundsdorf wieder aufgenommen. An der Straße nach Bad Wildungen wurde in drei aus Ziegelsteinen gemauerten Meilern von etwa 2 m Höhe und 6 m Durchmesser Holzkohle produziert. Als der Bedarf an Holzkohle für den Kraftfahrzeugantrieb gegen Ende der 1940er Jahre zur Neige ging, wurde die Köhlerei eingestellt, und die Gebäude wurden in den 1950er Jahren abgerissen. Heute sind an der Stelle noch die Überreste von zwei Meilern zu erkennen. Aus Anlass der im Jahre 2006 in Bad Wildungen veranstalteten 3. Hessischen Landesgartenschau errichtete man in der Dorfmitte, unmittelbar an der Bundesstraße 253, den Nachbau eines Kohlenmeilers, um damit auf die lange Waldwirtschafts- und Köhlertradition des Orts aufmerksam zu machen; er wurde am 21. Mai 2006 eröffnet.
Die Hundsdorfer Mühle (Hetscholds-Mühle) südlich des Dorfes an der Urff brannte 1786 nieder und wurde später weiter südlich in Richtung Armsfeld wieder aufgebaut.
Die Zugehörigkeit des Orts zur Grafschaft bzw. (ab 1712) zum Fürstentum Waldeck wurde u. a. durch das im Jahre 1660 erwähnte herrschaftliche Jägerhaus unterstrichen. Die wald- und wildreiche Umgebung brachte die Waldecker Grafen und ihre Gäste wiederholt hierher. Im Jahre 1718 ließ Fürst Friedrich Anton Ulrich von Waldeck-Pyrmont aus diesem Grunde ein kleines Jagdschloss, die Jägersburg, zwischen Hundsdorf und Odershausen erbauen. Es wurde, nach allmählichem Verfall, im Jahr 1857 von Fürst Georg Viktor zum Abbruch verkauft, der 1862 vollendet war. Steine und Holz von der der frisch abgerissenen Jägersburg wurden nach Bad Wildungen in die Brunnenalle Haus Nr. 7 mit Pferdewagen abtransportiert. Aus den Resten wurde dort das ehemalige Hotel Zimmermann erbaut.

### Hessische Gebietsreform (1970–1977)
Im Zuge der Gebietsreform in Hessen wurde die bis dahin eigenständige Gemeinde Hundsdorf zum 1. Juli 1971 auf freiwilliger Basis als Stadtteil in die Stadt Bad Wildungen eingegliedert.
Für Hundsdorf wie für alle im Zuge der Gebietsreform nach Bad Wildungen eingegliederten Gemeinden wurden Ortsbezirke mit Ortsbeirat und Ortsvorsteher nach der Hessischen Gemeindeordnung gebildet.

### Verwaltungsgeschichte im Überblick
Die folgende Liste zeigt die Staaten und Verwaltungseinheiten, in denen Hundsdorf lag:
- vor 1712: Heiliges Römisches Reich, Grafschaft Waldeck, Amt Wildungen
- ab 1712: Heiliges Römisches Reich, Fürstentum Waldeck, Amt Wildungen
- ab 1807: Fürstentum Waldeck, Amt Wildungen
- ab 1815: Fürstentum Waldeck, Oberamt der Eder
- ab 1816: Fürstentum Waldeck, Oberjustizamt der Eder
- ab 1850: Fürstentum Waldeck-Pyrmont (seit 1849), Kreis der Eder[Anm. 3]
- ab 1867: Fürstentum Waldeck-Pyrmont (Akzessionsvertrag mit Preußen), Kreis der Eder
- ab 1871: Deutsches Reich, Fürstentum Waldeck-Pyrmont, Kreis der Eder
- ab 1919: Deutsches Reich, Freistaat Waldeck-Pyrmont, Kreis der Eder
- ab 1929: Deutsches Reich, Freistaat Preußen, Provinz Hessen-Nassau, Regierungsbezirk Kassel, Kreis der Eder
- ab 1942: Deutsches Reich, Freistaat Preußen, Provinz Hessen-Nassau, Regierungsbezirk Kassel, Landkreis Waldeck
- ab 1944: Deutsches Reich, Freistaat Preußen, Provinz Kurhessen, Regierungsbezirk Kassel, Landkreis Waldeck
- ab 1945: Deutsches Reich, Amerikanische Besatzungszone, Groß-Hessen, Regierungsbezirk Kassel, Landkreis Waldeck
- ab 1946: Deutsches Reich, Amerikanische Besatzungszone, Hessen, Regierungsbezirk Kassel, Landkreis Waldeck
- ab 1949: Bundesrepublik Deutschland, Hessen, Regierungsbezirk Kassel, Landkreis Waldeck
- ab 1971: Bundesrepublik Deutschland, Hessen, Regierungsbezirk Kassel, Landkreis Waldeck, Stadt Bad Wildungen
- ab 1974: Bundesrepublik Deutschland, Hessen, Regierungsbezirk Kassel, Landkreis Waldeck-Frankenberg, Stadt Bad Wildungen

## Bevölkerung

### Einwohnerstruktur 2011
Nach den Erhebungen des Zensus 2011 lebten am Stichtag dem 9. Mai 2011 in Hundsdorf 297 Einwohner. Darunter waren 3 (1,0 %) Ausländer. Nach dem Lebensalter waren 54 Einwohner unter 18 Jahren, 120 waren zwischen 18 und 49, 66 zwischen 50 und 64 und 67 Einwohner waren älter. Die Einwohner lebten in 114 Haushalten. Davon waren 30 Singlehaushalte, 30 Paare ohne Kinder und 42 Paare mit Kindern, sowie 9 Alleinerziehende und 3 Wohngemeinschaften. In 18 Haushalten lebten ausschließlich Senioren und in 72 Haushaltungen leben keine Senioren/-innen.

### Einwohnerentwicklung
| Quelle: Historisches Ortslexikon |                          |
| • 1620:                          | 17 Häuser                |
| • 1738:                          | 21 Häuser                |
| • 1770:                          | 27 Häuser, 177 Einwohner |

| Hundsdorf: Einwohnerzahlen von 1770 bis 2020 | Hundsdorf: Einwohnerzahlen von 1770 bis 2020 | Hundsdorf: Einwohnerzahlen von 1770 bis 2020 | Hundsdorf: Einwohnerzahlen von 1770 bis 2020 | Hundsdorf: Einwohnerzahlen von 1770 bis 2020 |
| --- | -------------------------------------------- | -------------------------------------------- | -------------------------------------------- | -------------------------------------------- |
| Jahr |                                              |                                              |                                              | Einwohner                                    |
| 1770 | 1770                                         |                                              | 177                                          | 177                                          |
| 1800 | 1800                                         |                                              | ?                                            | ?                                            |
| 1834 | 1834                                         |                                              | 268                                          | 268                                          |
| 1840 | 1840                                         |                                              | 287                                          | 287                                          |
| 1846 | 1846                                         |                                              | 298                                          | 298                                          |
| 1852 | 1852                                         |                                              | 314                                          | 314                                          |
| 1858 | 1858                                         |                                              | 306                                          | 306                                          |
| 1864 | 1864                                         |                                              | 295                                          | 295                                          |
| 1871 | 1871                                         |                                              | 298                                          | 298                                          |
| 1875 | 1875                                         |                                              | 290                                          | 290                                          |
| 1885 | 1885                                         |                                              | 262                                          | 262                                          |
| 1895 | 1895                                         |                                              | 259                                          | 259                                          |
| 1905 | 1905                                         |                                              | 279                                          | 279                                          |
| 1910 | 1910                                         |                                              | 289                                          | 289                                          |
| 1925 | 1925                                         |                                              | 273                                          | 273                                          |
| 1939 | 1939                                         |                                              | 268                                          | 268                                          |
| 1946 | 1946                                         |                                              | 331                                          | 331                                          |
| 1950 | 1950                                         |                                              | 336                                          | 336                                          |
| 1956 | 1956                                         |                                              | 294                                          | 294                                          |
| 1961 | 1961                                         |                                              | 294                                          | 294                                          |
| 1967 | 1967                                         |                                              | 309                                          | 309                                          |
| 1970 | 1970                                         |                                              | 320                                          | 320                                          |
| 1980 | 1980                                         |                                              | ?                                            | ?                                            |
| 1990 | 1990                                         |                                              | 337                                          | 337                                          |
| 2000 | 2000                                         |                                              | 327                                          | 327                                          |
| 2011 | 2011                                         |                                              | 297                                          | 297                                          |
| 2015 | 2015                                         |                                              | 295                                          | 295                                          |
| 2020 | 2020                                         |                                              | 279                                          | 279                                          |
| Datenquelle: Historisches Gemeindeverzeichnis für Hessen: Die Bevölkerung der Gemeinden 1834 bis 1967. Wiesbaden: Hessisches Statistisches Landesamt, 1968. Weitere Quellen: bis 1967 LAGIS; Stadt Bad Wildungen; Zensus 2011 |                                              |                                              |                                              |                                              |

### Historische Religionszugehörigkeit
| • 1885: | 258 evangelische (= 99,61 %), ein katholischer (= 0,39 %) Einwohner |
| • 1961: | 272 evangelische (= 92,52 %), 22 katholische (= 7,48 %) Einwohner   |

## Kultur und Sehenswürdigkeiten

### Kirche

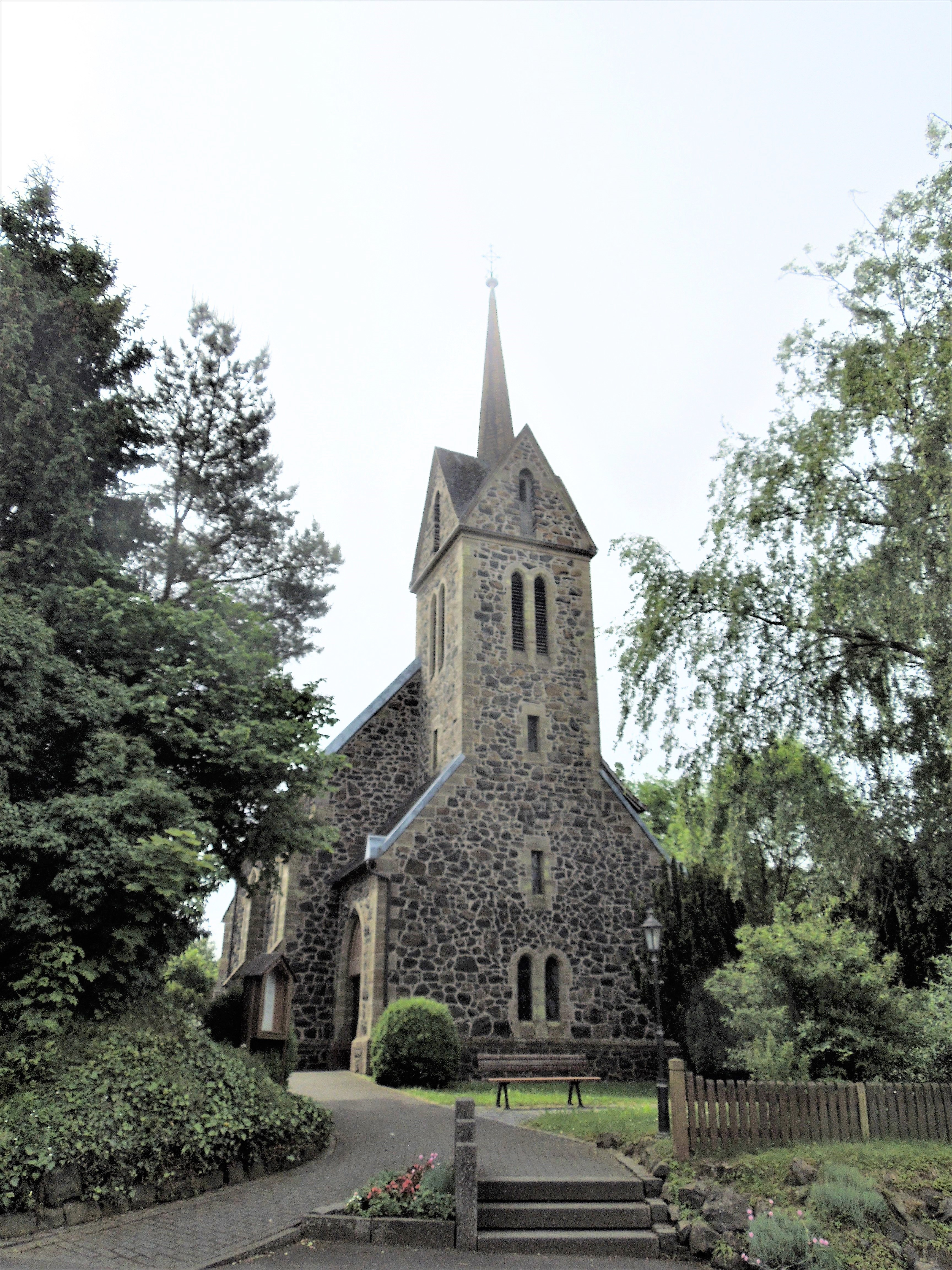
Die Kirche in Hundsdorf

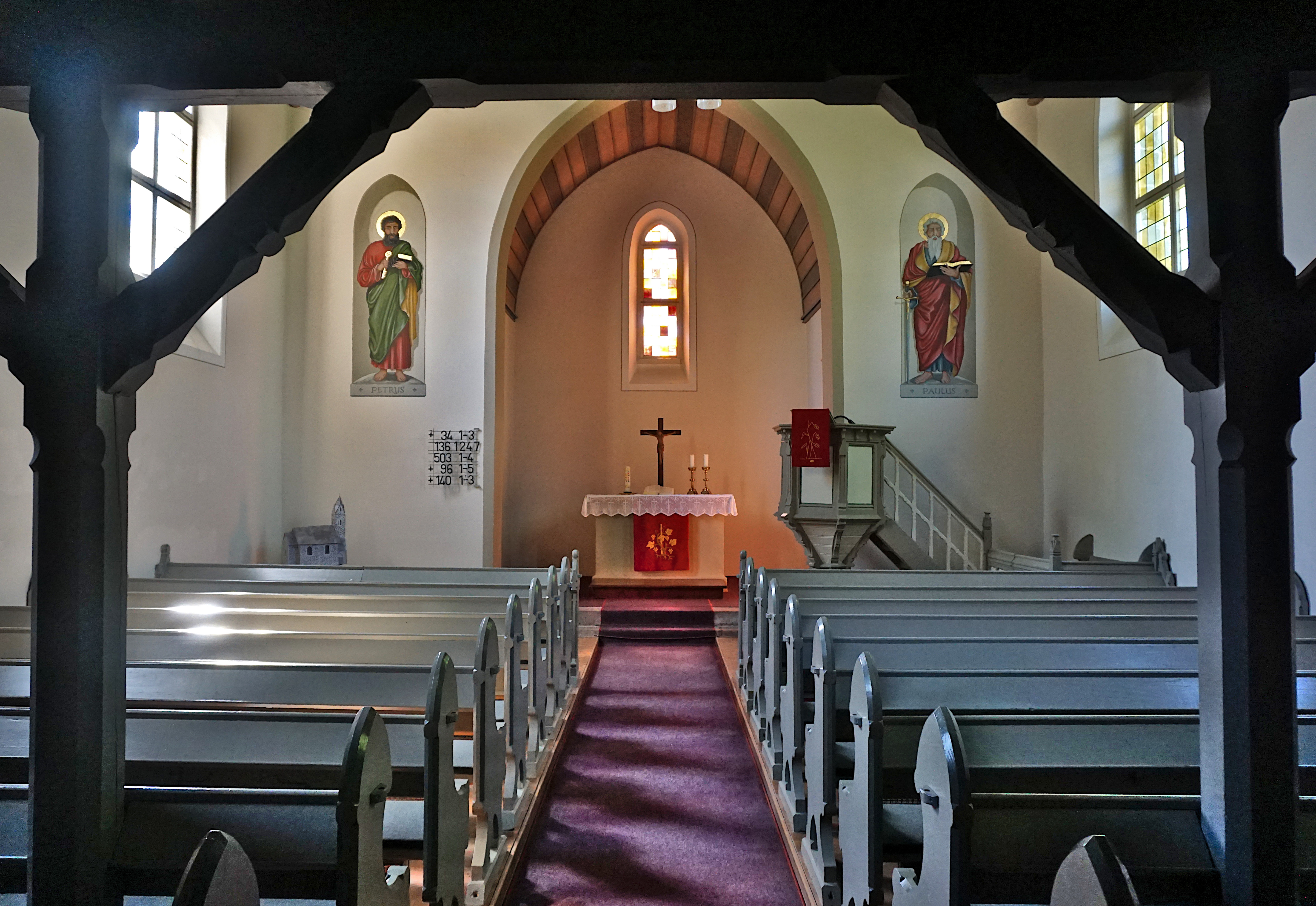
Innenraum der Kirche

Die heutige Kirche wurde in den Jahren 1900–1902 nach Plänen des Landesbaumeisters Wilhelm Müller im neugotischen Stil erbaut. Die vorherige war 1585 „auf dem Rain“ zwischen der Straße „Zum Krautgarten“ und der Armsfelder Straße errichtet worden. Sie war aus Holz, mit einem hölzernen Turm. Sie wurde bereits gegen Ende des 18. Jahrhunderts als „alt und klein“, später als baufällig bezeichnet und Ende des 19. Jahrhunderts abgerissen. Die große Bronzeglocke aus dem Jahre 1925 wurde im Zweiten Weltkrieg konfisziert und eingeschmolzen. 1952 wurden zwei neue Stahlglocken angeschafft, die heute noch im Turm hängen. Die übrig gebliebene Bronzeglocke von 1902 wurde in Zahlung gegeben. 1966 wurde die Kirche renoviert, wobei zur besseren Beheizung eine Zwischendecke eingezogen, ein Holzfußboden in den Sitzreihen verlegt und zwei Elektroöfen installiert wurden. Die alte und reparaturbedürftige Orgel wurde durch ein Harmonium ersetzt. 1973 wurde eine elektrische Läutanlage eingebaut. In den 1980er Jahren wurden zwei Gemälde der Apostel Petrus und Paulus im Innenraum erstellt. Eine erneute Renovierung erfolgte in den Jahren 1997–1999. Teile des Daches und der Außenmauern wurden erneuert, Kehlen und Sandsteingesims mit einer Kupferabdeckung versehen, die Zwischendecke von 1966 wieder entfernt, die von Fäulnis befallen Rundbogendecke im Chorraum erneuert, eine Sitzbankheizung eingebaut und der Putz der Innenwände renoviert und gestrichen. 2002 wurde der Eingangsbereich behindertengerecht umgestaltet.

### Schule
1837 wurde die Schule gebaut, die das 1748/49 erbaute alte Schulhaus „Auf dem Rain“ ersetzte und bis 1969 als Schule in Gebrauch blieb. 1924 wurde im Schulgebäude eine Bezirks-Fortbildungs-Schule eingerichtet. Ab 1967 wurde nur noch die Grundschule im Ort weitergeführt, und 1969 wurde der Unterricht ganz eingestellt. Das Schulgebäude wurde später verkauft.
1980 wurde auf dem Grundstück neben dem ehemaligen Schulgebäude das Dorfgemeinschaftshaus erbaut. In seinem Kellergeschoss befindet sich die Unterkunft für den Kindergarten und die Freiwillige Feuerwehr Hundsdorf (1935 gegründet). Ca. 2010 wurde das Dorfgemeinschaftshaus vergrößert. Die Feuerwehr bekam dadurch eine zweite Garage. Die Bauarbeiten wurden in Eigenleistung durchgeführt.

### Vereine
- Ältester Verein im Ort ist der 1880 gegründete Männergesangverein MGV Hundsdorf.
- Die Freiwillige Feuerwehr Hundsdorf wurde offiziell im Jahr 1935 gegründet.
- Zwei Vereine befassen sich mit der jährlichen Ausrichtung der Kirmes und des Oktoberfestes, die 1997 gegründeten Kirmesburschen Hundsdorf und die 2001 gegründeten Kirmesfreunde Hundsdorf.
- Der Sportverein SV Hundsdorf bietet an Gymnastik für Jung und Alt, einen sonntäglichen Lauftreff für Anfänger und Fortgeschrittene mit den Angeboten Jogging und Nordic Walking, eine Klettergruppe, die jährlich eine Klettertour im Hochgebirge durchführt und auch eine Kletterwand unterhält, und eine 2008 gegründete Line-Dance-Gruppe. Die einst aktive Fußball-Abteilung hat heute keine Mannschaften mehr im Wettbewerbsbetrieb.
- Im Walddörfer Reit- und Fahrverein sind Reiter und Pferdeliebhaber aus Hundsdorf und Umgebung organisiert. Jährlich findet im Oktober eine Fuchsjagd statt.